# Ethnologisches Museum Chittagong

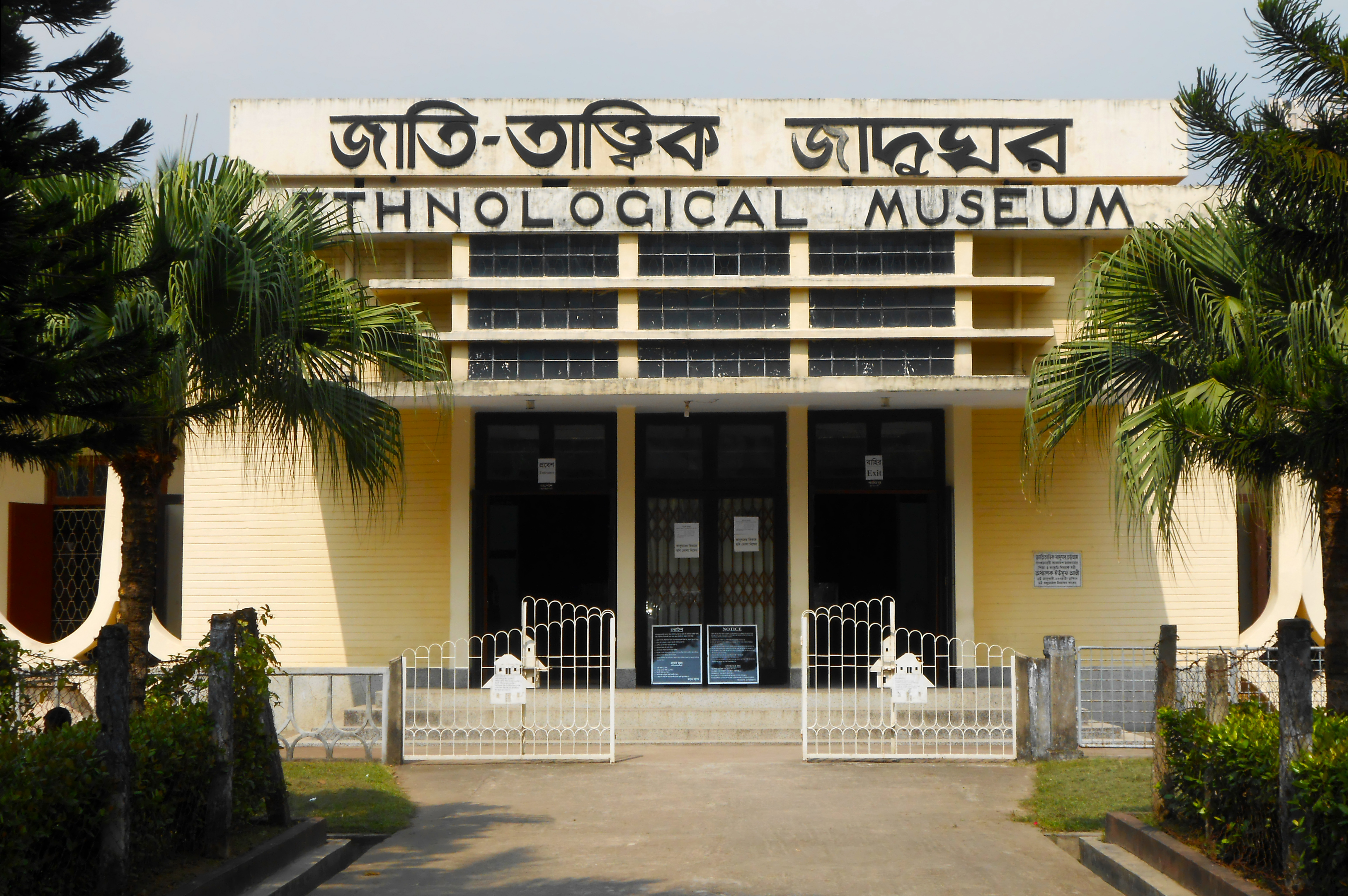
Der Eingang des Ethnologischen Museums in Chittagong

Das Ethnologische Museum Chittagong (bengalisch জাতিতাত্ত্বিক জাদুঘর) ist das einzige ethnologische Museum in Bangladesch. Es befindet sich im Stadtteil Agrabad von Chittagong. Es gilt als Museum mit nicht ausgeschöpftem Potential und ist renovierungsbedürftig.

## Geschichte
Das Museum wurde in den 1960er Jahren gegründet, aber erst 1974 offiziell eröffnet. Die Gründung erfolgte unter der Leitung der staatlichen Behörde für Archäologie in Bangladesch. Ziel war es über das Museum ein besseres gegenseitiges Verständnis der unterschiedlichen ethnischen Gruppierungen in Bangladesch zu fördern und auf diesem Wege zu einem kooperativeren Zusammenleben beizutragen. Es ist auch ein Ort für ethnologische Studien. Das Museum wurde bis 1995 um zwei Räume erweitert, 1996 kam weiterer Ausstellungsraum hinzu, der schwerpunktmäßig Ausstellungsstücke Bangla sprechender Volksgruppen zeigt.

## Sammlung
In elf Ausstellungsräumen zeigt das Museum Exponate, die nicht nur die Vergangenheit, sondern auch das aktuelle Leben der zwölf im Gebiet des Distrikts Chittagong und der insgesamt 29 in Bangladesch lebenden indigenen Volksgruppen wiedergeben. Neben klassisch ethnologischen Ausstellungsstücken wie Waffen, Vasen, Musikinstrumenten, Webwaren, Kleidung und Möbeln, zeigt das Museum auch Dioramen, Karten und Fotos. Neben den Exponaten der bangladeschischen Volksgruppen werden auch Ausstellungsstücke von 11 anderen Ethnien aus den Ländern Indien, Pakistan, Australien and Kirgisistan gezeigt.
Vier der Ausstellungsräume sowie die Eingangshalle sind Objekten der Chakma, Marma, Tripura, Bom, Monipuri, Santal, und der Garo gewidmet. 
Das Museum befindet sich auf einem ca. 5000 Quadratmeter großen Gelände.